# Пономарёв, Михаил Петрович
Михаил Петрович Пономарёв (1915—1992) — старшина 1-й статьи Военно-Морского Флота СССР, участник Великой Отечественной войны, Герой Советского Союза (1945).

## Биография
Михаил Пономарёв родился 7 (по новому стилю — 20) ноября 1915 года в деревне Кошели (ныне — Нытвенский район Пермского края) в семье крестьянина. Получил начальное образование, работал слесарем железнодорожной станции «Пермь-2», затем в органах милиции города Молотова (ныне — Пермь). В 1937—1940 годах проходил службу в Рабоче-крестьянской Красной Армии, участвовал в советско-финской войне. В мае 1942 года Пономарёв повторно был призван в армию. С сентября того же года — на фронтах Великой Отечественной войны. Участвовал в боях на Сталинградском фронте. В дальнейшем служил в речном флоте, к июню 1944 года в звании старшины 1-й статьи командовал отделением 66-го отдельного отряда дымомаскировки и дегазации Днепровской военной флотилии. Отличился во время освобождения Белорусской ССР.
29 июня 1944 года в ходе освобождения города Петрикова Гомельской области отделение Пономарёва прорвалось к центру города и отвлекло на себя значительные силы противника. Отделение неоднократно высаживалось в тыл немецких войск на реке Припять для разведки их местоположения. В июле 1944 года оно приняло участие в боях за плацдарм на Припяти и районе населённых пунктов Скрыгалов и Дорошевичи. 12 июля 1944 года в составе десантного отряда отделение Пономарёва высадилось в Пинске и в течение двух дней вело уличные бои, отразив 11 контратак противника. В боях за Пинск Пономарёв лично подавил гранатами огонь дзота и двух пулемётных точек.
Указом Президиума Верховного Совета СССР от 7 марта 1945 года за «образцовое выполнение боевых заданий командования на фронте борьбы с немецкими захватчиками и проявленные при этом мужество и героизм» старшина 1-й статьи Михаил Пономарёв был удостоен высокого звания Героя Советского Союза с вручением ордена Ленина и медали «Золотая Звезда» за номером 5884.
После окончания войны Пономарёв был демобилизован. Проживал в Перми, в 1946—1967 годах работал на одном из местных заводов. Умер 1 сентября 1992 года. Похоронен на Нижне-Курьинском кладбище города Перми.
Был также награждён двумя орденами Отечественной войны 1-й степени и рядом медалей. Почётный гражданин Нытвы.